# Gongora glicensteiniana
Gongora glicensteiniana là một loài thực vật có hoa trong họ Lan. Loài này được Jenny mô tả khoa học đầu tiên năm 2008.